# Жуина
Жуина (порт. Juína) — муниципалитет в Бразилии, входит в штат Мату-Гросу. Составная часть мезорегиона Север штата Мату-Гроссу. Входит в экономико-статистический микрорегион Арипуанан. Население составляет 39 526 человек на 2006 год. Занимает площадь 26 251,276 км². Плотность населения — 1,5 чел./км².

## История
Город основан 10 июля 1979 года. 

## Статистика
- Валовой внутренний продукт на 2003 год составляет 183 852 904,00 реалов (данные: Бразильский институт географии и статистики).
- Валовой внутренний продукт на душу населения на 2003 год составляет 4734,33 реала (данные: Бразильский институт географии и статистики).
- Индекс развития человеческого потенциала на 2000 год составляет 0,749 (данные: Программа развития ООН).